# Mangup
 Ovo je glavno značenje pojma Mangup. Za pjesmu Srebrnih krila (Pjesma Eurovizije 1988.) pogledajte Mangup (pjesma).
Mangup ili Mangup kale (ukrajinski: Мангуп, ruski: Мангуп, krimskotatarski: Mangup) je povijesna utvrda na Krimu, izgrađen na visoravnu oko petnaest milja istočno od Sevastopolja. 
Prvo naselje na ozemlju Mangupa je nastalo u 3. stoljeću. Naselje je osnovao car Justinijan I. sredinom 6. stoljeća. Kasnije su se naselili Krimski Goti.
Od sredine devetog stoljeća pa sve do oko godine 1000, Kneževina je bila pod bizantskom vlašću, onda je došao pod utjecajem Kijevske Rusije. U 11. stoljeću, grad je pogođen potresom. Sredinom 13. stoljeća Krim je zauzet od strane Mongola. Kneževina je uspješno zadržala svoju nezavisnost, ali je velikim kanu morala plačati porez.

## Vanjske poveznice
- Povijest Mangupa  Arhivirana inačica izvorne stranice od 26. prosinca 2008. (Wayback Machine)
- Povijest Mangupa i njegovi spomenici
- Arheološki projekt jugozapadni Krim  Arhivirana inačica izvorne stranice od 19. srpnja 2011. (Wayback Machine)
- Mangup-Kale  Arhivirana inačica izvorne stranice od 11. kolovoza 2009. (Wayback Machine)